# Мужская сборная Катара по гандболу
Мужская сборная Катара по гандболу — национальная сборная, представляющая Катар на международных соревнованиях по гандболу. Одна из сильнейших сборных Азии, трёхкратный чемпион Азии (2014, 2016, 2018), чемпион Азиатских игр 2014 года, серебряный призёр чемпионата мира 2015 года. Дебютировала на летних Олимпийских играх в 2016 году, выйдя в плей-офф и завершив турнир на 8-м месте. Составлена преимущественно из натурализованных игроков, вследствие чего болельщиками и специалистами нередко называется «сборной мира».

## Достижения

### Летние Олимпийские игры
- Бразилия 2016 — 8-е место

### Чемпионаты мира
- 2003 — 16-е место
- 2005 — 21-е место
- 2007 — 23-е место
- 2013 — 20-е место
- 2015 — 2-е место
- 2017 — 8-е место
- 2019 — 13-е место
- 2021 — 8-е место

### Чемпионаты Азии
- 1983: 6-е место
- 1987: 6-е место
- 1989: 6-е место
- 1991: 4-е место
- 1993: 7-е место
- 2002: 2-е место
- 2004: 3-е место
- 2006: 3-е место
- 2008: 5-е место
- 2010: 5-е место
- 2012: 2-е место
- 2014: 1-е место
- 2016: 1-е место
- 2018: 1-е место
- 2020: 1-е место
- 2022: 1-е место

## Текущий состав
Заявка сборной Катара на чемпионат мира 2017 года. Главный тренер — Валеро Ривера Лопес
| №  | Поз. | Имя                  | Возраст                    | Рост (см) | Матчи | Голы | Клуб       |
| -- | ---- | -------------------- | -------------------------- | --------- | ----- | ---- | ---------- |
| 4  | Лин  | Хассан Мабрук        | 29 июля 1982 (42 года)     | 190       | 36    | 65   | Эль-Джаиш  |
| 6  | ПП   | Мустафа Аль-Карад    | 16 марта 1987 (38 лет)     | 186       | 14    | 22   | Аль-Садд   |
| 7  | ЛП   | Бертран Руан         | 17 февраля 1981 (44 года)  | 196       | 46    | 81   | Лехвия     |
| 9  | ЛП   | Рафаэль Капоте       | 5 октября 1987 (37 лет)    | 198       | 40    | 170  | Эль-Джаиш  |
| 10 | ПК   | Абдулла Аль-Карби    | 10 июня 1990 (35 лет)      | 177       | 42    | 112  | Аль-Садд   |
| 11 | ЛК   | Абдулраззак Мурад    | 29 июня 1990 (35 лет)      | 186       | 78    | 180  | Аль-Гарафа |
| 12 | Вр   | Даниел Шарич         | 27 июня 1977 (48 лет)      | 195       | 28    | 0    | Аль-Кияда  |
| 13 | ПП   | Ахмед Абдельхак      | 14 февраля 1988 (37 лет)   | 185       | 7     | 17   | Аль-Гарафа |
| 14 | Лин  | Басель Аль-Райес     | 4 марта 1979 (46 лет)      | 180       | 45    | 159  | Аль-Раян   |
| 20 | Раз  | Омар Аль-Сафади      | 9 апреля 1994 (31 год)     | 182       | 23    | 48   | Аль-Раян   |
| 24 | ЛП   | Вайди Синен          | 17 сентября 1990 (34 года) | 193       | 60    | 221  | Лехвия     |
| 25 | Раз  | Камалальдин Маллаш   | 1 января 1992 (33 года)    | 180       | 68    | 120  | Эль-Джаиш  |
| 31 | ЛК   | Ахмад Мадади         | 31 августа 1994 (30 лет)   | 180       | 23    | 60   | Лехвия     |
| 41 | Лин  | Юсеф Бенали          | 28 мая 1987 (38 лет)       | 193       | 37    | 94   | Эсперанс   |
| 55 | Раз  | Абдельрахман Абдалла | 1 января 1994              | 189       | 23    | 38   | Эль-Джаиш  |
| 85 | Вр   | Юсуф Аль-Абдулла     | 26 февраля 1985            | 178       | 33    | 0    | Аль-Гарафа |
| 86 | Раз  | Махмуд Хассабалла    | 22 ноября 1986             | 184       | 31    | 70   | Аль-Садд   |
| 92 | ЛК   | Анис Зуауи           | 7 февраля 1992             | 184       | 2     | 10   | Аль-Садд   |

## Натурализация игроков

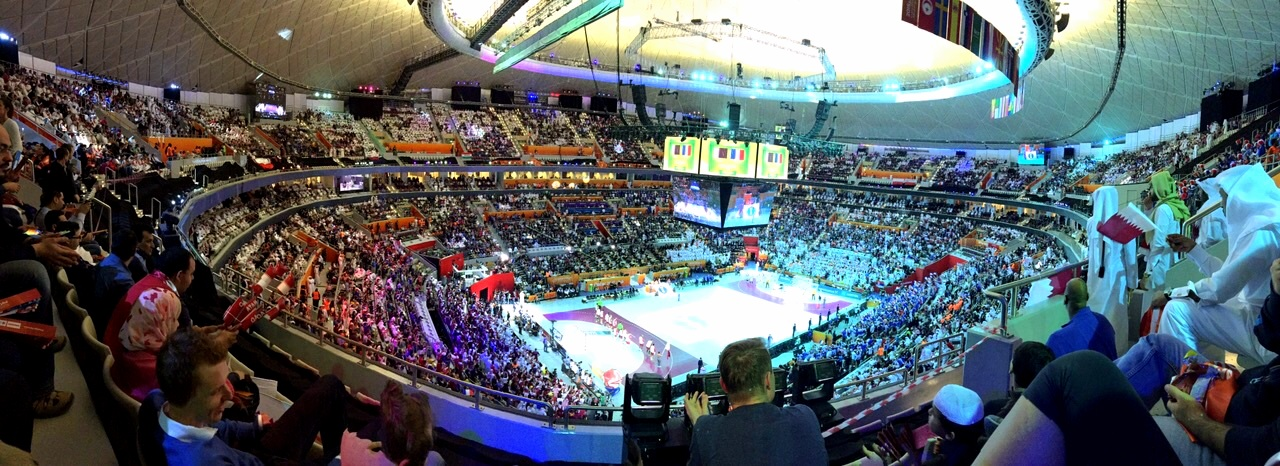
Финал чемпионата мира 2015 года между сборными Катара и Франции

Сборная Катара натурализовала значительное число игроков для подготовки к домашнему чемпионату мира 2015 года. Согласно правилам ИХФ, чтобы получить право выступать за другую сборную, игрок должен выдержать трёхлетнюю паузу и не проводить никаких официальных встреч за какую-либо сборную. Вследствие этого несколько иностранных игроков — испанец Борха Видаль, черногорцы Горан Стоянович и Йово Дамьянович, а также француз Бертран Руане — получили потенциальную возможность сыграть за сборную Катара.
Глава Катарской гандбольной федерации Ахмед Мохаммед Абдулраб аль-Шааби признал в июне 2013 года, что сборная Катара вынуждена укомплектовываться «легионерами», заявив: «Мы небольшой народ с ограниченными человеческими ресурсами, поэтому мы должны были взять игроков из-за рубежа». Однако он же объявил, что команда прекратит эту практику, за исключением поиска опытного вратаря. В январе 2014 года спортивный агент Мадс Винтер сообщил, что встречался с представителями Катара и обсуждал с ними возможность натурализации датских игроков. В целом же эту практику подвергли критике многие игроки мира: вратарь сборной Австрии Томас Бауэр, чья сборная потерпела в четвертьфинале чемпионата мира 2015 года поражение от Катара, заявил, что матч походил на игру против сборной мира, а не на матч сборных на чемпионате мира, и что это противоречит духу соревнований. На пресс-конференции главный тренер сборной Катара Валеро Ривера отказался что-либо комментировать, а испанский игрок Хоан Каньельяс не высказал особых возражений: «Если они могут это сделать, почему бы и нет?». После скандального полуфинала чемпионата мира против Польши и выхода в финал процесс натурализации таких игроков, как Даниель Шарич, подвергся ещё большей критике: оказалось, что Шарич умудрился сыграть сразу за четыре разные сборные.

## Критика
Сборная Катара при наборе игроков из-за рубежа, по мнению ряда экспертов, не достигла бы финала чемпионата мира 2015 года без помощи судей. Так, судей обвиняли в помощи сборной Катара в играх 1/8 финала против Австрии, 1/4 финала против Германии и 1/2 финала против Польши. После финального свистка в полуфинале проигравшие польские игроки саркастически поаплодировали судьям матча, высказывая своё недовольство судейством в матче.
Катар, по сообщению испанских СМИ, нанял 60 испанских фанатов, которые в обмен за щедрое вознаграждение поддерживали сборную Катара на чемпионате мира 2015 года.